# Catabena pronuba
Catabena pronuba är en fjärilsart som beskrevs av Barnes och Mcdunnough 1916. Catabena pronuba ingår i släktet Catabena och familjen nattflyn. Inga underarter finns listade i Catalogue of Life.